# Pallavolo Modena
Pallavolo Modena ist ein italienischer Männer-Volleyballverein aus Modena in der Provinz Modena (Region Emilia-Romagna), der in der italienischen Serie A spielt.
Pallavolo Modena wurde 1966 gegründet und ist mit je zwölf Meisterschaften und Pokalsiegen der erfolgreichste Verein Italiens im Männervolleyball. Hinzu kommen auf europäischer Ebene vier Siege in der Champions League, drei Siege im Europapokal der Pokalsieger, vier Siege im CEV-Pokal und zuletzt 2008 der Sieg im Challenge Cup.

## Teamnamen
- Panini Modena 1966–1989
- Philips Modena 1989–1991
- Carimonte Modena 1991–1992
- Panini Modena 1992–1993
- Daytona Modena 1993–1994
- Daytona Las Modena 1994–1995
- Las Daytona Modena 1995–1997
- Unibon Casa Modena 1997–2000
- Casa Modena Salumi 2000–2002
- Kerakoll Modena 2002–2004
- Daytona Modena 2004–2005
- Cimone Modena 2005–2007
- Trenkwalder Modena 2007–2010
- Casa Modena 2010–2014
- Parmareggio Modena 2014–heute